# タイニング
タイニング (ドイツ語: Thaining) はドイツ連邦共和国バイエルン州オーバーバイエルン行政管区のランツベルク・アム・レヒ郡に属す町村（以下、本項では便宜上「町」と記述する）で、ライヒリング行政共同体を形成する自治体の一つである。

## 地理
タイニングはミュンヘン地方、アンマー湖の西約15kmに位置する。

### 自治体の構成
この町は、タイニング地区単独で構成される。。

### 人口推移
- 1970年 629人
- 1987年 846人
- 2000年 892人

## 行政
町長は2008年5月1日以降、レオンハルト・シュトルク (Dorfgemeinschaft) が務めている。

### 紋章
図柄: 緑の三峰の山の上に浮かぶ水車。

## 引用
1. ↑  https://www.statistikdaten.bayern.de/genesis/online?operation=result&code=12411-003r&leerzeilen=false&language=de Genesis-Online-Datenbank des Bayerischen Landesamtes für Statistik Tabelle 12411-003r Fortschreibung des Bevölkerungsstandes: Gemeinden, Stichtag (Einwohnerzahlen auf Grundlage des Zensus 2011)
2. ↑  Bayerische Landesbibliothek Online